# Gare de Loudrefing
La gare de Loudrefing est une ancienne gare ferroviaire française de la ligne de Réding à Metz-Ville, située près de l'ancien canal des Salines au nord du bourg centre de la commune de Loudrefing, dans le département de la Moselle, en région Grand Est.

## Situation ferroviaire
Établie à 240 mètres d'altitude, la gare de Loudrefing est située au point kilométrique (PK) 90,006 de la ligne de Réding à Metz-Ville entre les gares de Berthelming (ouverte) et de Nébing (fermée). En direction de Berhelming s'intercale l'ancienne halte de Mittersheim.

## Histoire
La gare de Loudrefing est mise en service le 10 décembre 1877 par la Direction générale impériale des chemins de fer d'Alsace-Lorraine (EL) lors de l'ouverture de la section de Berthelming à Rémilly de la ligne de Réding à Metz.
Le 19 juin 1919, la gare entre dans le réseau de l'Administration des chemins de fer d'Alsace et de Lorraine (AL), à la suite de la victoire française lors de la Première Guerre mondiale. 
Le 4 septembre 1923 un décret décide de la conservation des terrains permettant le prolongement de la voie de garage n°3 et sa réalisation.
Le 1er janvier 1938, l'Administration des chemins de fer AL forme avec les autres grandes compagnies la SNCF, qui devient concessionnaire des installations ferroviaires de Loudrefing. Cependant, après l'annexion allemande de l'Alsace-Lorraine, c'est la Deutsche Reichsbahn qui gère la gare pendant la Seconde Guerre mondiale, du 1er juillet 1940 jusqu'à la Libération (en 1944 – 1945).
Le bâtiment voyageurs d'origine est détruit au cours de la Seconde Guerre mondiale. Le bâtiment actuel a été reconstruit par la SNCF au lendemain de la guerre.

## Patrimoine ferroviaire
L'ancien bâtiment voyageurs, désaffecté du service ferroviaire, a été revendu à un particulier ; c'est désormais une habitation.